# Domenico Giani
Domenico Giani (Arezzo, 16 de agosto de 1962) foi um inspetor geral italiano da gendarmaria do Vaticano.
Giani, que tem doutorado em educação, ocupou responsabilidades de segurança no Conselho de Ministros da República Italiana e foi oficial da Guardia di Finanza. Em 1999, foi nomeado vice de Camillo Cibin, então chefe da Vigilanza (Gendarmaria do Vaticano). Ele está no comando da gendarmaria desde 3 de junho de 2006. Nessa função, Domenico Giani foi também o guarda-costas do Papa Bento XVI[1] e realizou essa tarefa também sob o Papa Francisco até 15 de outubro de 2019. Domenico Giani teve um caso por causa de documentos confidenciais relacionados a cinco funcionários do Vaticano que foram suspensos por negócios imobiliários questionáveis em Londres. Desde 16 de outubro de 2019, Gianluca Gauzzi Broccoletti o sucedeu como chefe do corpo de polícia do Vaticano e, portanto, como principal guarda-costas do Papa.
Giani é casado e tem dois filhos.